# فارست لندیس
فارست لندیس (انگلیسی: Forrest Landis؛ زادهٔ ۹ اوت ۱۹۹۴) یک هنرپیشه اهل ایالات متحده آمریکا است. وی بین سال‌های ۲۰۰۳ تا ۲۰۰۸ میلادی فعالیت می‌کرد.
از فیلم‌ها یا برنامه‌های تلویزیونی که وی در آن نقش داشته است می‌توان به نقشه پرواز ، دوجینش ارزان‌تر است و دوجینش ارزان‌تر است ۲ اشاره کرد.